# イーグル郡区 (アイオワ州ブラックホーク郡)
イーグル郡区は、アメリカ合衆国、アイオワ州、ブラックホーク郡にある17の郡区の一つである。2000年の国勢調査で、人口は511人だった。

## 地理
イーグル郡区は、94.8平方キロメートル（36.62平方マイル)で、組み込まれている自治体(incorporated settlements)は存在しない。アメリカ地質調査所によると、この郡区はEagleとSaint Mary's of Mount CarmelとSaint Marys of Mount Carmelの3つの霊園が含まれている。